# Aetia bipunctella
Aetia bipunctella är en fjärilsart som beskrevs av Victor Toucey Chambers 1880. Aetia bipunctella ingår i släktet Aetia och familjen Agonoxenidae. Inga underarter finns listade i Catalogue of Life.